# Средно специално училище „Проф. д-р Дечо Денев“, София
Средното специално училище с детска градина за деца с увреден слух „Проф. д-р Дечо Денев“ в София е първото в България и на Балканския полуостров училище за деца със слухови нарушения. То се намира в квартал Манастирски ливади, София, Столична община и е с държавно финансиране.
В него се обучават деца от цялата страна по общобразователни програми, като се изучават и специални предмети – индивидуални и групови занятия за развитие на слуха и говора, развитие на речта, реч и предметна дейност, фонетична ритмика и моторика, музикални стимулации.